# Tennant Sloan
Pas d'image ? Cliquez ici

b Matchs officiels uniquement.
Tennant Sloan, né le 9 novembre 1884 à Glasgow et décédé le 15 octobre 1972 à Édimbourg, est un joueur de rugby écossais, évoluant avec l'Écosse au poste d'ailier.

## Carrière
Tennant Sloan a disputé son premier test match le 18 novembre 1905 contre l'équipe de Nouvelle-Zélande de rugby à XV en tournée en 1905-1906 un match perdu 12-7. 
Il a joué contre l'équipe d'Afrique du Sud de rugby à XV en tournée en 1906 un match gagné 6-0, le seul match perdu par les Springboks lors de cette tournée. 
Tennant Sloan a disputé son dernier test match le 27 février 1909 contre l'équipe d'Irlande. 

## Palmarès
- 7 sélections pour l'Écosse.
- Sélections par année : 1 en 1905, 2 en 1906, 2 en 1907, 1 en 1908, 1 en 1909
- Participation aux tournois britanniques en 1906, 1907, 1908, 1909

- Victoire et triple couronne en 1907.